# San José de Mayo
San José de Mayo è la capitale dell'omonimo dipartimento in Uruguay. Fu fondata il 1º giugno 1783.
| Anno | Abitanti |
| ---- | -------- |
| 1963 | 27 482   |
| 1975 | 28 424   |
| 1985 | 31 825   |
| 1996 | 34 927   |
| 2000 | 36 129   |